# イオン余市店
イオン余市店（イオンよいちてん）は、北海道余市郡余市町に所在するイオン北海道運営の総合スーパー（GMS）である。

## 概要
1972年（昭和46年）に衣料百貨店である「ヤマダイ」を開店したのが発端で、後にホクホー余市店となった後は北海道ニチイが運営するニチイ余市店として営業していた。開店してから20年を迎えた1992年（平成4年）に余市駅東側の大川町へ旧店舗の約7倍の店舗面積に拡張・移転し、余市サティとして開店した。
施設規模では、後志総合振興局内の町村のなかでも随一の商業施設となる。

## 沿革
- 1992年（平成4年）10月30日 - 北海道ニチイ運営のニチイ余市店を移転し拡張する形で、余市サティとしてオープン[2]。
- 2002年（平成14年）
  - 5月 - ポスフールへの店名変更に伴い、ポスフール余市店に改称。
  - 10月30日 - 開店10周年を迎える。
- 2011年（平成23年）3月1日 - イオンへの店名変更に伴い、イオン余市店に改称[3]。
- 2012年（平成24年）10月30日 - 開店20周年を迎える。
- 2022年（令和4年）10月30日 - 開店30周年を迎える。

## フロアとテナント

### フロア概要
核店舗のイオン余市店と14の専門店で構成される。
| 階  | フロア概要               |
| --- | ------------------------ |
| 2階 | 直営売場・専門店街       |
| 1階 | 食品・直営売場、専門店街 |

### 主なテナント
1階
- ASBee fam.（靴）
- メガネのプリンス（メガネ）
- 味の時計台（ラーメン）
- シャトレーゼ（食品・和菓子・洋菓子・酒類）
- 花月堂（ケーキ・和菓子）
- エンパイアー（クリーニング）
- 余市町地域包括支援センター（行政サービス）

2階
- セリア（100円ショップ）
- ジョイランド（ゲームコーナー）

別棟
- チャンスセンター（宝くじ）

※テナント情報は2024年10月時点
出店テナント全店の一覧詳細情報は公式サイト「専門店・フロアマップ」を、営業時間およびATMを設置している金融機関の詳細は公式サイトを参照。

## アクセス
余市駅そば、にれの木通り沿いに位置している。

### 鉄道
- 余市駅（JR北海道・函館本線〈山線〉）から徒歩約10分

### 路線バス
- 北海道中央バス余市循環線「イオン余市店前」下車。

### 自動車
- 後志自動車道・倶知安余市道路 - 余市ICより約4分

### 駐車場
当施設の駐車場は、550台利用可能である。各駐車場には果物の名称が付けられている。
| 施設駐車場               | 駐車台数 | 駐車可能時間 | 備考 |
| ------------------------ | -------- | ------------ | ---- |
| 南側駐車場（ぶどう）     | 200      | 8:00 - 22:00 |      |
| 東側駐車場（さくらんぼ） | 250      | 8:00 - 22:00 |      |
| 北側駐車場（りんご）     | 100      | 8:00 - 22:00 |      |

## 近隣施設
- 北海道旅客鉄道（JR北海道）余市駅
- ニッカウヰスキー余市蒸溜所
- 道の駅スペース・アップルよいち
- 余市宇宙記念館